# Région du Grand ABC

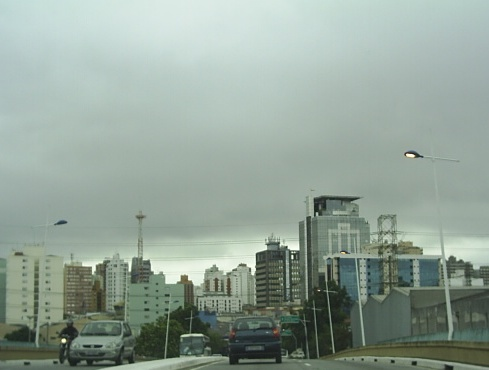
São Caetano do Sul, la ville avec le meilleur IDH du Brésil.

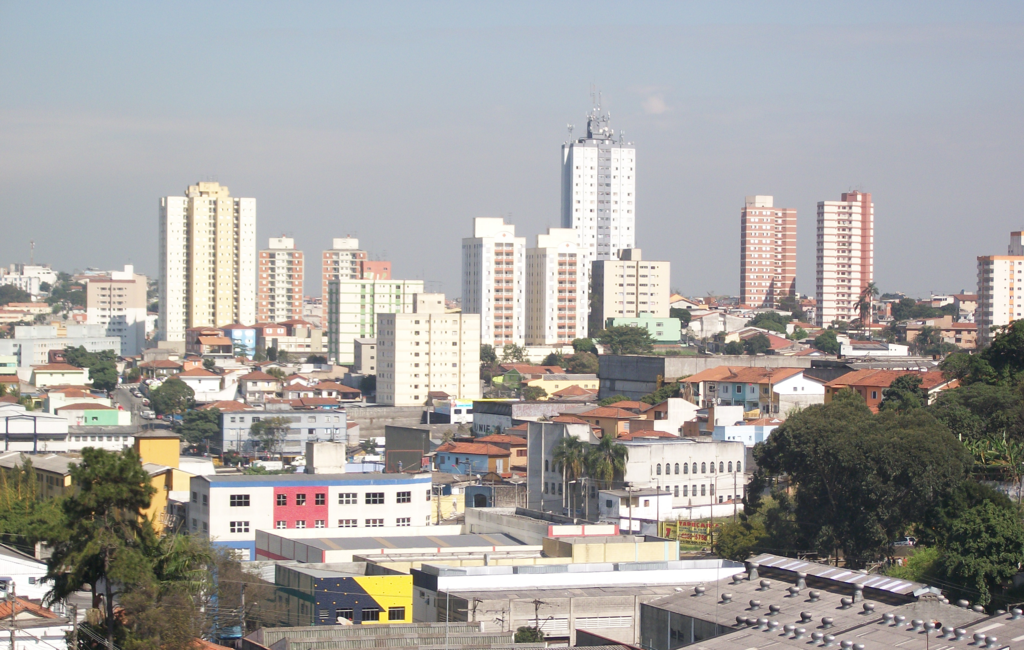
Diadema, un important centre industriel.

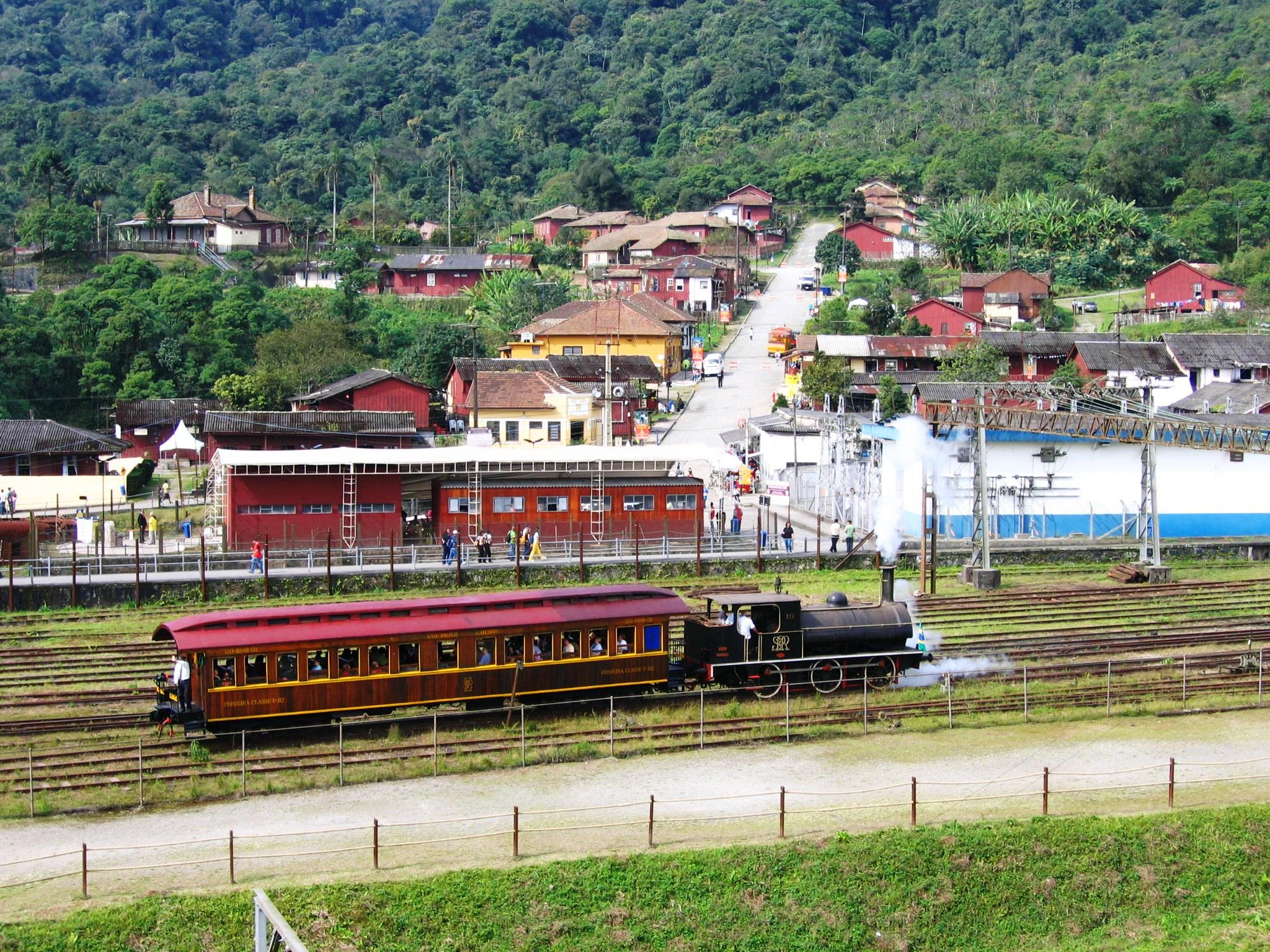
Paranapiacaba, district de Santo André. Actuellement un important centre touristique pour la ville.

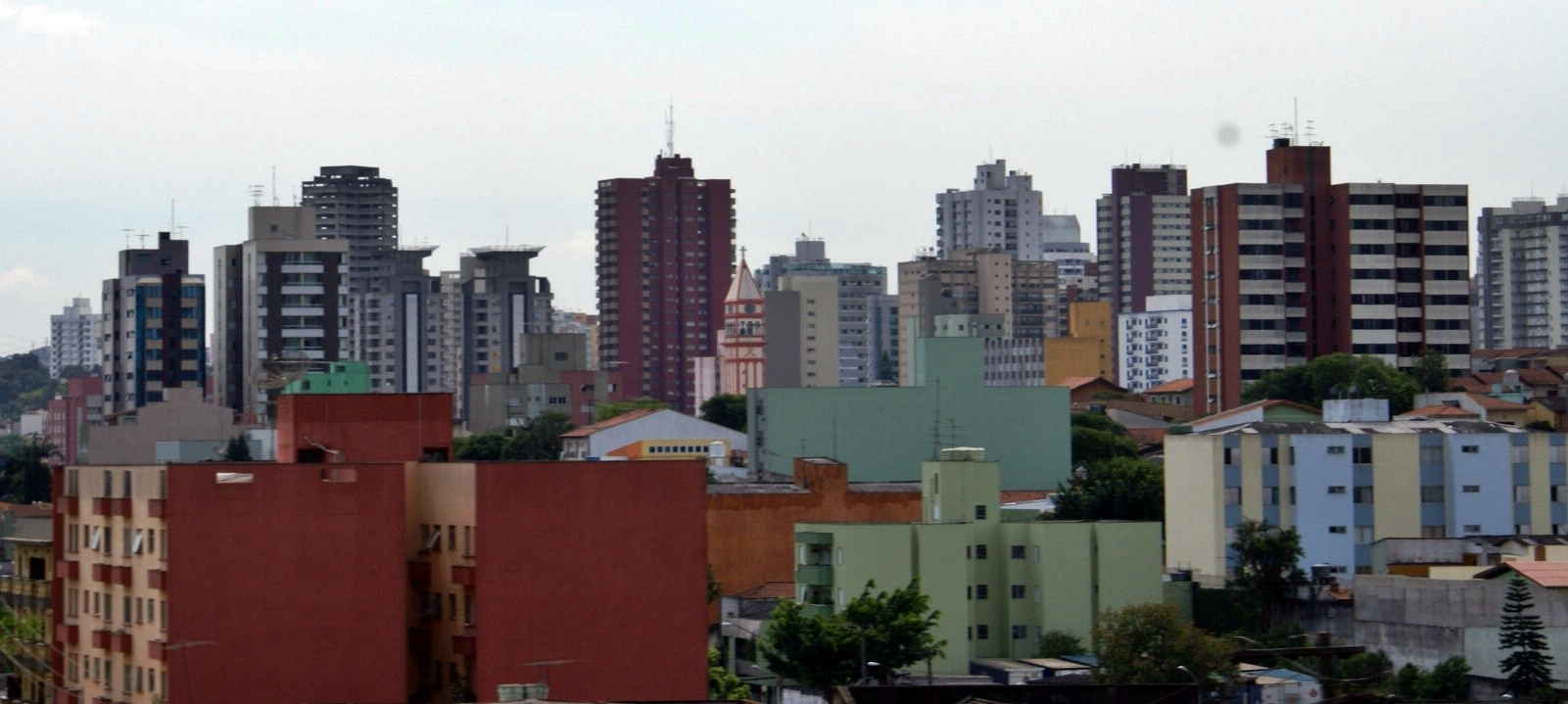
São Bernardo do Campo, lieu d’implantation de plusieurs constructeurs d’automobiles au Brésil, par exemple de Volkswagen et de Mercedes-Benz.

ABC Paulista, Région du Grand ABC ou ABC est une région traditionnellement industrielle de l'État de São Paulo et fait partie de la région métropolitaine de São Paulo. Le sigle vient du nom de trois cités qui, au départ, formaient la région à savoir: Santo André (A), São Bernardo do Campo (B) e São Caetano do Sul (C), toutes trois nommées d’après des saints catholiques. Par la suite, d'autres villes furent incluses dans la région.

## Aspects généraux
Bien qu'ils ne participent pas au sigle, les municipalités de Mauá, Ribeirão Pires, Rio Grande da Serra et Diadema font aussi partie de la région. Le Réservoir Billings baigne six des sept municipalités de la région ; l'exception est São Caetano do Sul. Les sept municipalités couvrent une aire de 828 km2 et réunissent une population de plus de  2,5 millions d'habitants (estimation de l'IBGE pour 2010.
Les municipalités ont des sous-divisions administratives, entre autres :
- Santo Andre
  - le district de Parque Capuava
  - le district de Paranapiacaba
  - le sous-district d'Utinga aussi appelé 2e division
- São Bernardo
  - le district de Riacho Grande
  - le quartier de Rudge Ramos
- Diadema
  - le quartier de Piraporinha
  - le quartier d'Eldorado
- Mauá
  - Jardim Zaíra
  - Sonia Maria
  - le quartier Capuava
  - Jardim Guapituba

São Caetano do Sul est la plus petite municipalité du Grand ABC avec 15,3 km2. La plus petite population résidente est celle de Rio Grande da Serra (43 973 habitants en 2007). São Bernardo do Campo possède la plus grande population résidente (765 463 personnes) et aussi la plus grande surface (409 km2, pratiquement la moitié de la région). Santo André possède la plus grande population rotative[Quoi ?] avec trois millions de personnes qui circulent dans la cité tous les jours.
L'accès de São Paulo à cette région est faite principalement par les autoroutes Rodovia Anchieta et Rodovia dos Imigrantes, par les avenues  Cupecê, Engenheiro Armando de Arruda Pereira, dos Bandeirantes, do Estado, Salim Farah Maluf, Professor Luiz Ignácio Anhaia Mello, do Oratório et par les corridors de trolleybus et par les trains urbains de la CPTM.
L'histoire de cette région commence avec son occupation par les Indigènes et par les Portugais qui commandés par Martim Afonso de Sousa et João Ramalho, fondèrent en 1553 la "vila" de  Santo André da Borda do Campo, d'où commença l'occupation de tout le plateau de São Paulo et qui donnera origine, l'année suivante, la "vila" São Paulo de Piratininga, l'actuelle Cité de São Paulo.
L'ABC est connu historiquement comme le premier centre de l'industrie automobile brésilienne. La région est le siège de certains constructeurs comme Mercedes-Benz, Ford, Volkswagen et General Motors, entre autres. 
La présence de telles industries fit que la région soit le berceau du mouvement syndical contemporain au Brésil. Les grèves des ouvriers furent fortes à la fin de la décennie 1970 avec comme conséquence la fondation du Parti des Travailleurs (PT) et de la Centrale unique des travailleurs au début de la décennie suivante.
Cette force syndicale concentrée dans une seule région prit des dimensions gigantesques et eut des conséquences négatives pour cette propre région. En effet, plusieurs grandes industries ne s'y installèrent pas ou même migrèrent vers d'autres régions du pays. La FIAT et Ford en sont des exemples.

## Municipalités
- Santo André
- São Bernardo do Campo
- São Caetano do Sul
- Mauá
- Diadema
- Ribeirão Pires
- Rio Grande da Serra

## Routes
- Rodovia dos Imigrantes
- Rodovia Anchieta
- Rodoanel Mário Covas
- Rodovia Índio Tibiriçá
- Rodovia Deputado Antônio Adib Chammas

## Liaisons externes
- Consórcio Intermunicipal do Grande ABC
- Santos FC